# Juan Rufo
Pour les articles homonymes, voir Rufo.
Œuvres principales
L'Austriade
Juan Rufo, né en 1547 à Cordoue (Espagne) où il meurt en 1620, est un écrivain et militaire espagnol.
Il est notamment connu pour son poème épique L'Austriade.

## Biographie
Juan Rufo est le fils d'un teinturier dont le nom de famille est Rofos Gutiérrez.
Il part au Portugal pour fuir à cause de certaines irrégularités administratives. Il change son nom de famille en remplaçant Rofos par Rufo et en retirant Gutiérrez. Il étudie longtemps à Salamanque, puis part vivre à Tolède, Séville, Madrid et Naples. Il est emprisonné à de multiples reprises pour des aventures galantes et toute sa vie est une lutte pour s'acquitter de ses dettes de jeu.
Il devient juré de sa ville Cordoue, mais démissionne neuf fois de ce poste. Il est également chroniqueur de l'infant Don Juan d'Autriche, qu'il accompagne lors de la campagne de Grenade contre les Morisques à la suite de leur révolte des Alpujarras (1568). Lors de la bataille de Lépante, il est dans la même galère que ce célèbre général ; à partir de cette expérience, il compose son poème épique L'Austriade en 1584. Ce poème est réédité deux fois et Miguel de Cervantes en fait l'éloge lors de l'examen de la Bibliothèque de Don Quichotte, où il en fait l'un des trois meilleurs poèmes épiques en castillan et l'un des « plus précieux bijoux de poésie que possède l'Espagne » .
Une fois son père mort, il rentre à Cordoue est reprend la teinturerie familiale. Son fils Luis Rufo (es) (1581-1653) a également été un peintre et un écrivain remarqué.

## Œuvre
L'Austriade (1584) a été louée par d'importants écrivains contemporains de Rufo tels que Luis de Góngora ou Miguel de Cervantes. Dans ses dix-huit premiers chants, l'auteur se limite à mettre en vers l'Historia de las guerras de Granada (« Histoire des guerres de Grenade ») de Diego Hurtado de Mendoza y Pacheco. Quant au récit de la bataille de Lépante, il disposait du général lui-même comme source, mais sa valeur poétique n'est pas très élevée, bien que Rufo ait mis une dizaine d'années à le retoucher avant de le publier. Par rapport à d'autres œuvres du genre — la poésie épique —, son style est assez simple, malgré l'utilisation d'anaphores, de comparaisons et de quelques autres figures de rhétorique, ce qui facilite l'accès au texte pour le lecteur. Il suit fidèlement la chronologie des événements, se montre réaliste et emprunte peu à l'épique italienne, dans laquelle il ne prend pour modèle que Ludovico Ariosto.
À Tolède, il publie en 1596 Las seiscientas apotegmas (es) (« Les six-cents apophtegmes ») qui représentent l'un des premiers exemples de littérature épigrammatique en langue espagnole : l'œuvre contient des expressions, des aphorismes et de brèves et brillantes réflexions au travers desquelles se révèle, outre la sagacité et la sensibilité de l'auteur, la vie quotidienne d'une époque. Contrairement à ce qu'indique le titre, il y a en fait 707 apophtegmes. Rufo prend comme modèle la Floresta española de apothegmas (« Bosquet espagnol d'apophtegmes », 1574) de Melchor de Santa Cruz. Quoiqu'elle coïncide généralement avec celle-ci par le contenu et le style, l'œuvre de Rufo est plus moraliste et n'a pas de structure thématique. C'est une collection d'anecdotes, d'influence érasmienne. Elle est écrite avec une grande maîtrise de la langue et révèle un écrivain spirituel et à la phrase aiguë, ce qui lui a notamment valu les éloges de Baltasar Gracián.